# Цанко Цветанов
Цанко Николајев Цветанов (буг. Цанко Hиколaeв Цветанов; Свиштов, 6. јануар 1970) је бивши бугарски фудбалер. Играо је на позицији левог бека.

## Успеси
Етар Велико Трново
- Прва лига Бугарске (1) : 1990/91.[3]

 Левски Софија
- Прва лига Бугарске  (3) : 1993/94, 1994/95, 2001/02.[4]
- Куп Бугарске (2) : 1993/94, 2001/02.[4]